# Louis Vuitton (persoon)

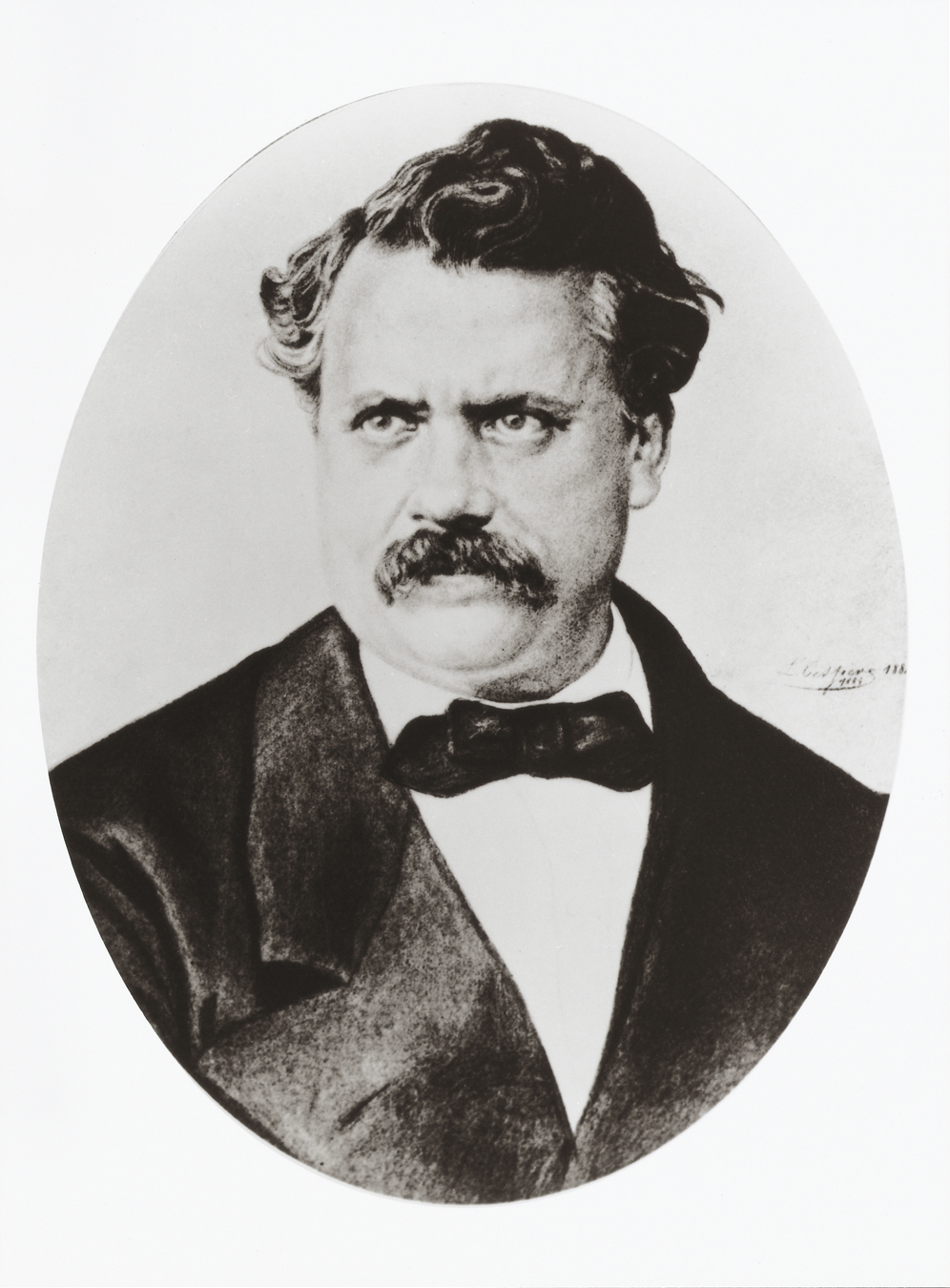
Een portret van Louis Vuitton.

Louis Vuitton (Lavans-sur-Valouse, 4 augustus 1821 – Asnières-sur-Seine, 27 februari 1892) was een Franse ambachtsman die zich specialiseerde in het maken van koffers, handtassen en accessoires. Hij is de grondlegger van het naar hem genoemde bedrijf.
Vuitton werd geboren in de watermolen Chabouilla in Lavans-sur-Vallouse. In 1837 verhuisde hij naar Parijs en begon hij met het maken van koffers. Hij opende in 1854 zijn eerste winkel. Zijn zoon Georges nam zijn werk over en was degene die het wereldberoemde LV-monogram ontwierp.
Meer dan een eeuw later zijn de hand- en bagagetassen van Vuitton wereldwijd een statussymbool.
- Bibliothèque nationale de France: cb16583396x (data)
- Gemeinsame Normdatei: 129945315
- International Standard Name Identifier: 0000 0000 3589 5191
- Library of Congress Control Number: n2004140238
- Nationale Bibliotheek van Letland: 000185837
- Nationale Bibliotheek van Tsjechië: ntk2017958125
- Nationale Bibliotheek van Polen: a0000003330747
- Nederlandse Thesaurus van Auteursnamen: 32982144X
- RKD-Nederlands Instituut voor Kunstgeschiedenis: 259318
- SNAC: w64n09gm
- Virtual International Authority File: 45395773
- WorldCat: E39PBJwdhjc9hHyvXYTbkyMByd